# Ван Ортмерссен, Жак
Жак ван Ортмерссен (фр. Jacques нидерл. van Oortmerssen; 28 июня 1950, Роттердам — 21 ноября 2015, Амстердам) — нидерландский органист и музыкальный педагог.
Окончил Роттердамскую консерваторию, ученик Андре Вервурда (орган) и Элли Саломе (фортепиано). Совершенствовался как органист в Париже под руководством Мари Клер Ален. В 1977 г. выиграл национальный конкурс органной импровизации в Болсварде, в 1979 г. в английском Сент-Олбансе занял второе место на конкурсе органистов имени Шарля Турнемира.
В 1982 г. сменил Густава Леонхардта в должности титулярного органиста Валлонской церкви в Амстердаме. Записал несколько десятков альбомов на органах различных нидерландских церквей, в том числе девять дисков собрания сочинений Иоганна Себастьяна Баха (1995—2008), все органные произведения Карла Филиппа Эммануэля Баха (1992) и Иоганнеса Брамса (1994).
С 1979 г. преподавал орган в Амстердамской консерватории. Как приглашённый профессор работал в Оксфордском университете (1993—1994) и в Академии Сибелиуса (1994—1995), Лионской консерватории (1999—2004), Королевском Северном колледже музыки. Многие годы был одним из преподавателей летней Органной академии в Фалуне.
Автор ряда органных сочинений. Почётный доктор Академии Сибелиуса (2012).